# Гяру-модзи

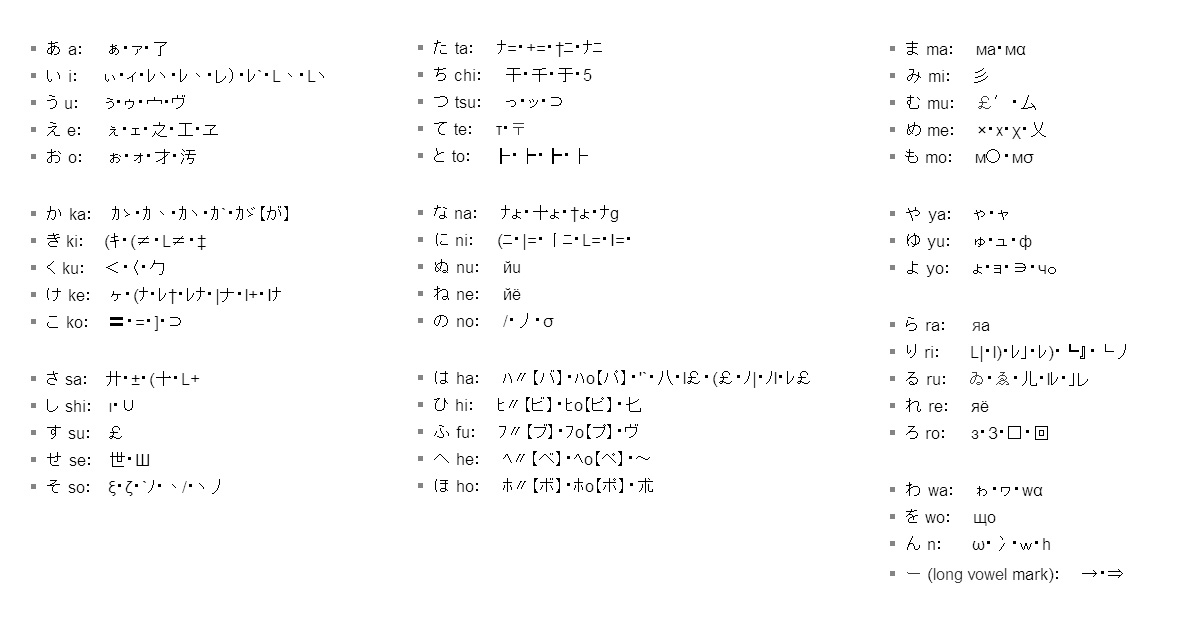
Таблица расшифровки гяру-модзи. Первоначально идёт хирагана, далее ромадзи, и в конце гяру-модзи вариант

Гяру-модзи (яп. ギャル文字, «алфавит гяру») — стиль написания слов японского языка, популярный среди молодёжи, особенно субкультуры гяру, японский аналог стиля «leet» для английского языка и «марсианского языка» для китайского письма. Главная особенность гяру-модзи — это особое шифрование, выражающиеся, например, в написании текста разными алфавитами (включая латиницу, кириллицу и т.д), а также разнообразными символами, не входящими в алфавиты. Создано это шифрование для того, чтобы родители не смогли понять их переписку. Также он может называться Хэта-модзи (яп. へた文字, «плохой / небрежный / неискусный алфавит»). Обычно гяру-модзи используется в SMS, может использоваться и для неофициальной стенографии, но реже, так как требует больших усилий, чем стандартный японский. Использование гяру-модзи в сообщении воспринимается как признак неформальности или дружбы.

## Запись
Как и в стиле «leet», в гяру-модзи символы заменяются на похожие символы или даже группы символов. Знаки хираганы в нём могут заменяться на греческие символы: например, буква す (су) может быть заменена на знак параграфа §. Буквы хираганы, состоящие из раздельных элементов, заменяются последовательностями каны, западных букв или других символов. Например, ほ (хо) может быть передана как «|ま» (вертикальная черта и знак хираганы «ма») или «(ま» (круглая открывающая скобка и «ма»). け (кэ) может быть набрана как «レナ» (знаки катаканы «рэ» и «на»), «Iナ» (заглавная латинская I и знак катаканы «на»), или «(†» (круглая открывающая скобка и типографский крестик). た (та) может быть набрана как «ナ=» (буква катаканы «на» и знак равенства) или «†こ» (типографский крестик и буква хираганы «ко»). Катакана нередко заменяется похожими кандзи, например, иероглиф 世 («мир») пишется вместо знака катаканы セ (сэ), а 干 («противостоять», «вмешиваться») вместо буквы チ (ти). Такая замена является обратной процессу, превратившему манъёгану в кану. Кана и ромадзи могут свободно смешиваться, даже в пределах одного слова, а латинские буквы в ромадзи могут заменяться похожими кириллическими, например, вместо N может использоваться И. Кандзи, состоящие из нескольких радикалов, разбиваются на левые и правые радикалы, которые записываются отдельными иероглифами или каной. К примеру, кандзи 好 в слове 好き («любить», «нравиться») может быть разделён на радикалы 女 («женщина») и 子 («ребёнок»). Для дополнительного «шифрования» также может использоваться нехарактерная для обычного языка лексика и грамматика.

## Разделение кандзи
Ниже показаны примеры формирование слов в гяру-модзи методом разделения кандзи:
- «Я» (яп. 私 ватаси) → 禾ム
- «Бог» (яп. 神 ками) → ネ申
- «Лес» (яп. 林 хаяси) → 木木

## Примеры
| Обычный японский | Чтение         | Гяру-модзи      | Расшифровка | Смысл               |
| ---------------- | -------------- | --------------- | --- | ------------------- |
| おはよう         | охаё:          | 才（よчｏぅ     | お → иероглиф «才» (талант), похожий на букву катаканы «オ» (о) は → круглая открывающая скобка + знак хираганы «よ» (ё) よ → кириллическая буква «ч» + латинская буква «о» う → уменьшенный знак хираганы «ぅ» (у) | Доброго утра        |
| ポケモン         | покэмон        | 尓oヶ毛ω        | ポ → иероглиф «尓» (таким образом) + латинская буква «о», изображающая хандакутэн ケ → уменьшенный знак катаканы «ヶ» (кэ) モ → иероглиф «毛» (волосы, мех) ン → греческая буква омега | Покемон             |
| 武が好き         | Такэси га суки | 夕ヶ=/ｶゞ女子(ｷ | Имя «Такэси» записано катаканой: タ (та) → Иероглиф 夕 (вечер) ケ (кэ) → уменьшенный знак катаканы «ヶ» シ (си) → знак равенства и косая черта が → знак катаканы ｶ (ка) половинной ширины + знак повтора для хираганы с дакутэном 好 → иероглифы 女 (женщина) и 子 (ребёнок) き → круглая открывающая скобка + знак катаканы ｷ (ки) половинной ширины | Мне нравится Такэси |

### На русском
- Гяру-модзи: как общается японская молодёжь. Fushigi Nippon - Загадочная Япония (10 мая 2008). Дата обращения: 14 декабря 2010. Архивировано 8 мая 2012 года.

### На японском
- あなたは解読できるか？──絵文字，顔文字そして「ギャル文字」 (яп.). +D Mobile (8 мая 2002). — Статья о гяру-модзи в японском журнале о мобильных технологиях. Дата обращения: 13 декабря 2010. Архивировано 10 марта 2012 года.
- 進化し過ぎたギャル文字をネットで必死に解読 (яп.) (8 июля 2010). Дата обращения: 13 декабря 2010. Архивировано 11 мая 2012 года.
- 池田 和史 (Кадзуси Икэда). ギャル文字や伏せ字などの自動判読技術の開発に 斬新なアイデアと豊富な言語処理技術の蓄積で成功 (яп.). KDDI.com (26 апреля 2010). — Статья о развитии гяру-модзи на сайте оператора мобильной связи. Дата обращения: 13 декабря 2010. Архивировано 11 мая 2012 года.